# Hellcat Records
Hellcat Records és una discogràfica de Los Angeles, Califòrnia, EUA, forma part d'Epitaph Records.

## Història
L'inici de Hellcat va sorgir d'un acord entre Brett Gurewitz de Bad Religion i Tim Armstrong de Rancid, aquest últim és l'amo i responsable de contractar nous grups. Hellcat està especialitzada en grups de ska, punk, oi!, psychobilly i hardcore. Give 'Em the Boot, un recopilatori de Hellcat que també inclou cançons d'altres grups independents, es publica cada any des de 1997, amb l'excepció del tercer lliurament que es va publicar tres anys després del segon.

## Grups

### Grups actuals
Grups que estan actualment amb Hellcat.
- The Aggrolites
- Dropkick Murphys
- The Heart Attacks
- HorrorPops
- Lars Frederiksen and the Bastards
- Left Alone
- Mercy Killers
- Nekromantix
- Orange
- Rancid
- Static Thought
- The Slackers
- Tiger Army
- Time Again
- The Unseen
- Westbound Train

### Grups desapareguts
Grups que van finalitzar les seves carreres amb Hellcat.
- Choking Victim
- Hepcat
- Joe Strummer and the Mescaleros
- The Nerve Agents
- U.S. Roughnecks

### Grups antics
Grups que van treure algun àlbum amb Hellcat
- Dave Hillyard and the Rocksteady Seven
- The Distillers
- F-Minus
- The Gadjits
- King Django
- Leftover Crack
- Mouthwash
- The Pietasters
- Roger Miret and the Disasters
- The Transplants
- Union 13
- U.S. Bombs